# 1999年中国反美示威活动

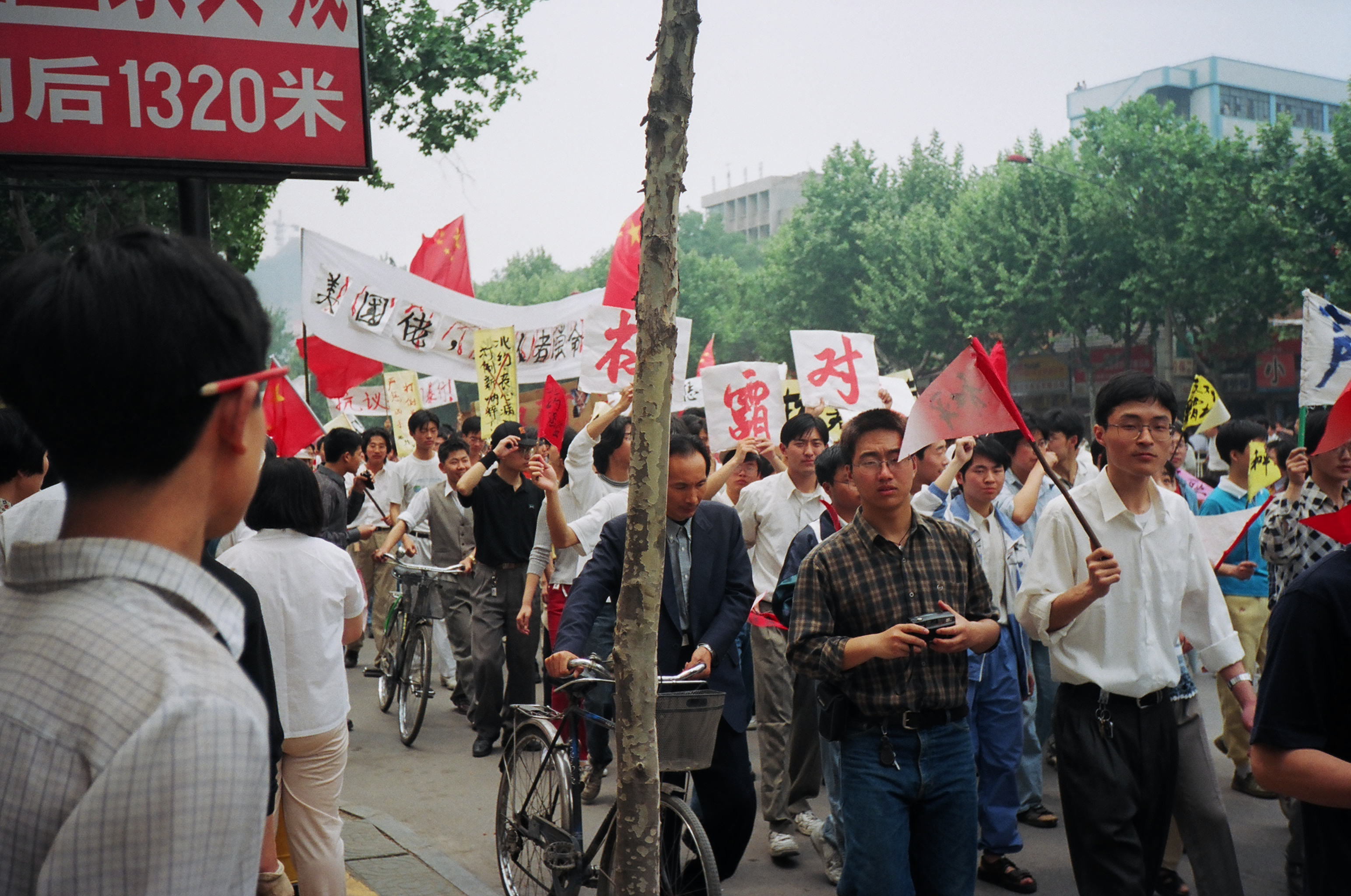
1999年南京街头举行反美示威游行的青年学生

1999年中国反美示威活动是指1999年5月8日起在中国各地民众举行的一系列大型游行和示威活动，旨在抗议美国飞机在轟炸南聯盟期間誤炸贝尔格莱德中华人民共和国驻南斯拉夫大使馆的五八事件。

## 背景
1990年代，随着中国大陆经济的发展，中國民族主义思潮成长。加之美国对中华人民共和国的诸多敌对行为，比如银河号事件、台海危机中的两军对峙、世贸谈判時美国的反对等，致使中國大陸民众对于美国的印象逐渐变坏。将这一情绪浪潮点燃的导火線是美国轰炸中国驻南联盟大使馆事件。

## 示威
各地公安部门批准了游行申请，这在六四事件后的历史上是十分罕见的，也表示总体仍然亲美的中国官方默許反美浪潮。在中國學生運動史上，此為1989年北京學運之後中國最大規模的學生游行。游行在北京、上海、广州、成都、沈阳等各省省会以及大城市开展，人群前往各地美国使领馆门前或中心广场抗议。
有大学生群情激憤，有北京大学学生在著名的“三角地”打出了一条标语：“不考托（托福），不考寄（GRE），一心一意打美帝。”事发当天下午3点已有人开始行动，北大出动校车输送学生。配备有盾牌棍棒以及瓦斯弹的防暴警察与武警严守美國駐華大使館，但对抗议活动并未阻拦。有部分情绪激动者向使馆内投掷胶瓶甚至石块。学生于傍晚时分退去，然而入夜后却迎来了约1000名北京市民的抗议。群情激奋的抗议人士焚烧美国国旗，打破使馆窗子并砸毁使馆车辆，与警察发生冲突。时任美国驻华大使尚慕杰及美国大使馆其他外交官也因此在大使馆内被困数日。

## 影响
- 中美两国关系迅速陷入低谷。
- 1999年中国网络发展已初见端倪，便带来如此大规模的影响。政府強化了对互联网的审查。[來源請求]